# Glandularia aristigera
Glandularia aristigera là một loài thực vật có hoa trong họ Cỏ roi ngựa. Loài này được (S.Moore) Tronc. mô tả khoa học đầu tiên năm 1968.